# جيوفانا غارزوني
جيوفانا غارزوني (1600-1670) رسامة إيطالية من عصر الباروك. بدأت مسيرتها الفنية برسم مواضيع دينية وأسطورية ورمزية، ولكنها اكتسبت شهرةً واسعةً بلوحاتها النباتية التي رسمتها باستخدام التيمبرا والألوان المائية. حظيت أعمالها بالثناء على دقتها وتوازنها، وعلى دقة تصوير الأشياء. يُنظر إلى لوحاتها في الآونة الأخيرة، على أنها تحمل دلالات جسدية أنثوية ومشاعر نسوية مبكرة. جمعت غارزوني الأشياء بطريقة مبتكرة للغاية، بما في ذلك الخزف الآسيوي والأصداف البحرية الغريبة والعينات النباتية. لُقبت في كثير من الأحيان بجيوفانا العفيفة بسبب نذرها بالبقاء عذراء. يتكهن العلماء باحتمالية أن تكون غارزوني قد تأثرت بزميلها الرسام النباتي جاكوبو ليغوزي، على الرغم من عدم معرفة تفاصيل تدريب غارزوني.

## النشأة
ولدت جيوفانا غارزوني عام 1600 في أسكولي بيتشينو في منطقة ماركي بإيطاليا، لوالديها جياكومو غارزوني وإيزابيتا غايا. كان والدا غارزوني من أصول بندقيّة، ويُعتقد أنهما ينحدران من سلالة طويلة من الرسامين البندقيّين، وهي حقيقة غالبًا ما يجري التشكيك فيها. كان كل من جد غارزوني نيكولا وعمها فينسينزو من جانب والدتها صاغة، بينما كان عمها الآخر، بيترو غايا، رسامًا درس تحت إشراف بالما الأصغر. يرجح المؤرخون على نطاق واسع أن غارزوني بدأت مسيرتها الفنية كمتدربة تحت إشراف عمها في وقت ما قبل عام 1615. كان لدى غارزوني أيضًا شقيق يدعى ماتيو، اعتادت السفر معه طوال مسيرتها المهنية.

## المسيرة المهنية
أنتجت غارزوني أولى أعمالها المعروفة في روما، المدينة التي نشأت فيها. كلفها الصيدلي جيوفاني فورفينو في عام 1616 برسم معشبة. زارت غارزوني بلاط ميديشي في فلورنسا في الفترة بين 1618 و1620، حيث يُحتمل أن تكون قد قابلت أرتيميسا جنتلسكي. وصلت غارزوني بعد أربع سنوات، في عام 1620، إلى البندقية ورسمت لوحة القديس أندرو لكنيسة أوسبيدالي ديلي إنكوربيلي البندقية. مكثت غارزوني في البندقية لبضع سنوات أخرى، وخلال تلك الفترة التحقت بمدرسة الخط لجياكومو روجني. أنتجت غارزوني بعد فترة وجيزة من دراستها، كتابًا من الحروف المخطوطة المزخرفة بالطيور والزهور والحشرات بعنوان ليبرو دي كاراكتيري كانسيليريسكي كورسيفو (مكتبة أكاديمية سان لوكا، روما).
غادرت غارزوني البندقية مع شقيقها ماتيو في عام 1630، بعد أن أنهت دراستها، وتوجها إلى نابولي، حيث عملت لصالح نائب الملك الإسباني، دوق ألكالا. يُحتمل أن تكون غارزوني قد سافرت مع جنتلسكي. بقيت غارزوني في نابولي لمدة عام قبل عودتها إلى روما عام 1631، إلا أن إقامة غارزوني في روما لم تدم طويلًا، بسبب الجهود المتواصلة لملكة فرنسا كريستينا، من أجل جلب الفنانة إلى تورينو لتكون رسامة منمنمات للبلاط التوريني. وصلت غارزوني إلى تورينو عام 1632 وعاشت هناك حتى عام 1637. أصبحت غارزوني بعد إقامتها في تورينو، على دراية بأعمال الفنانين فيدي غاليزيا وبانفيلو نوفولوني. وصلت إلى باريس بعد بضع سنوات في عام 1640، وأقامت هناك حتى عام 1642 عندما ذهبت إلى روما. سافرت غارزوني ذهابًا وإيابًا بين روما وفلورنسا حتى عام 1651، عندما كان عملاؤها الأساسيون من عائلة ميديشي، ولا سيما الدوق الأكبر فرديناندو الثاني والدوقة الكبرى فيكتوريا والكاردينال جيوفان كارلو.
قررت غارزوني بعد خدمتها في بلاط ميديشي الاستقرار في روما عام 1651، حيث واصلت إنتاج أعمال لبلاط فلورنسا. التحقت غارزوني أيضًا بأكاديمية سان لوكا، إذ تابعت الأحداث والمناقشات التي تهدف إلى تعليم وتنشئة وتأهيل الرسامين والمهندسين المعماريين والنحاتين في روما. أشار العديد من المؤرخين إلى أن أعمال غارزوني حظيت بقبول كبير من الجمهور، ما أتاح لها طلب أي سعر مقابل لوحاتها.